# Volontaires de Saxe
Pour un article plus général, voir Unités irrégulières de volontaires étrangers au service de l'Ancien régime.
Le régiment des Volontaires de Saxe (aussi connu sous le nom de "Saxe-Volontaires" ou "Volontaires du maréchal de Saxe") est une unité de cavalerie de l'Ancien Régime. Levée en 1743 par le Maréchal de Saxe, cette unité servira principalement de garde pour sa résidence, mais elle sera aussi engagée dans la guerre de Succession d'Autriche et la Guerre de Sept Ans. Elle devient un régiment de dragons en 1751 et peut être considérée comme l'ancêtre du 24e régiment de dragons.

## Histoire

### Origine
Au cours du XVIIIe, les souverains autrichiens ont développé des unités de cavalerie légère dont l'usage est efficace pour conduire la petite guerre. Ses adversaires sont en retard sur ce point et commencent à lever des unités de bric et de broc pour s'opposer aux Austro-hongrois. C'est dans ce contexte que la France va lever des unités qui seront généralement qualifiées de "volontaires".
À la suite de la demande du Maréchal de Saxe, l'ordonnance du 30 mars 1743 autorise la levée d'un régiment de cavalerie légère sous le nom de "Saxe-Volontaires".
Les cavaliers recrutés sont, officiellement, des Tartares, Valaques ou Polonais. Mais, dans la pratique, le recrutement sera beaucoup moins ciblé et on trouvera aussi dans ce régiment des Allemands, des Flamands, etc.
Chaque brigade se distingue par la couleur distinctive qui lui est attribuée : blanche à la première, rouge à la deuxième, jaune à la troisième, bleue à la quatrième, verte à la cinquième et noire pour la sixième.

### Campagnes
Les volontaires de Saxe participent aux combats suivants :
- 1745 Bataille de Fontenoy
- 1746 Raucoux et Lawfeldt

De 1747 à 1750, le régiment est de garnison à Chambord. En 1751, devenus Volontaires de Friesen, ils serviront d'escorte funèbre au Maréchal de Saxe.

### Filiation

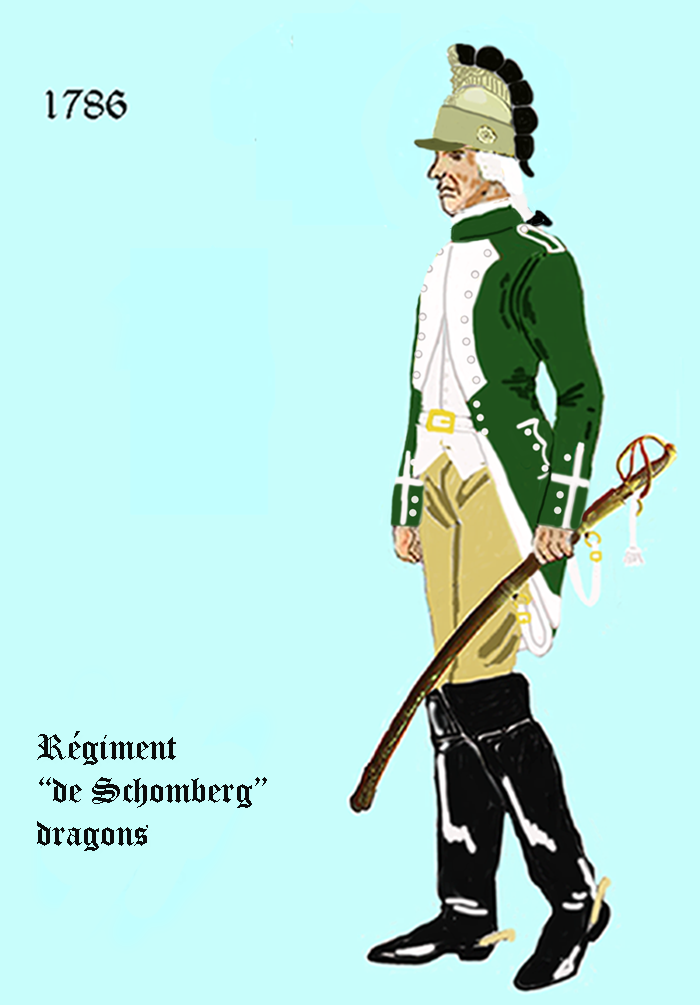

À la mort du maréchal, le régiment est donné à M. de Friesen et prend le nom de "Volontaires de Friesen". En 1755, il devient "Volontaires de Schomberg" et, en 1762, "Dragons de Schomberg" au 24e rang de l'arme.

## Organisation
L'ordonnance du 30 mars 1743 autorise la levée d'un régiment composé de 6 brigades commandés par un capitaine, comprenant 160 hommes : 64 uhlans (volontaires) et autant de "pacolets" (dragon).
La brigade-colonelle (distinctive blanche), qui sert de garde personnelle au maréchal de Saxe, a la particularité d'être composée de cavaliers "nègres" dont un nommé Jean Hitton qui se dit le fils d'un roi nègre de la côte d'Afrique. Ils sont montés sur des chevaux à la robe gris clair.
Les autres brigades (distinctive : 2° rouge,3°jaune,4°bleu,5° vert,6°noir) sont composées de cavaliers de diverses nationalités (Tartares, Valaques, Allemands, Alsaciens, Flamands, Polonais), montant des chevaux de robes variées.
L'Etat Major comprend un polcovenic (colonel),un lieutenant colonel,un major, un quartier-maître, un auditeur, un aumônier. Il comprend aussi quatre tambours, un timbalier, 10 hautbois et 8 valets

### Officiers
- Colonel : baron de Dieskin
- Lieutenant colonel : Baron Lefort, baron de Wilzhum, comte d'Olonne, Messieurs de Cholet(François-Edouard Colbert, marquis de Maulevrier et de Cholet futur brigadier du roi), de Tuffet, de Pistorins et de Meiback.

## Uniformes

### 1743-1761

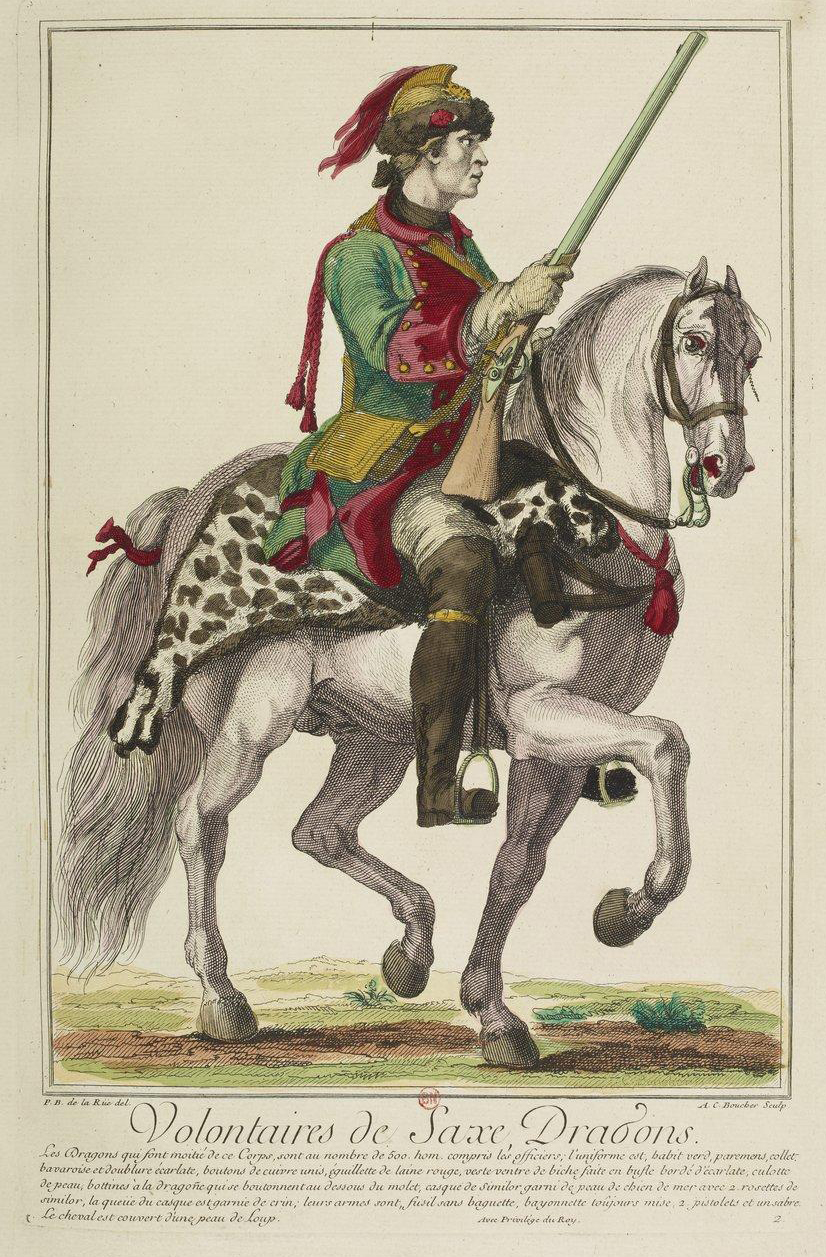
Dragon des volontaires de Saxe

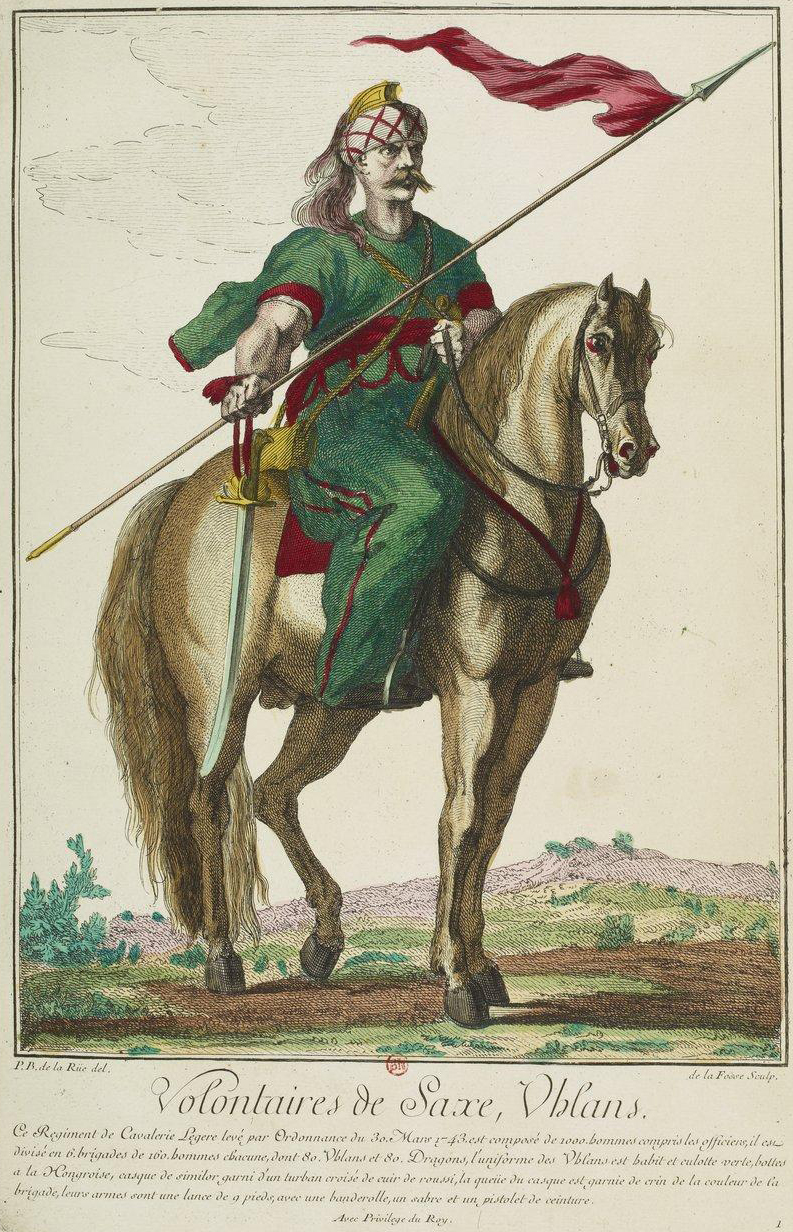
Uhlan des volontaires de Saxe

À la création du régiment, les Uhlans sont habillés "à la tartare", les pacolets, à l'allemande.
Uhlans.
Casque à petit cimier en "similor" avec bandeau de tissu blanc, à crinière.
veste rouge à retroussis blancs, simarre (tunique) verte; surculotte verte à galon et parements rouges. Ceinture écarlate.
Bottes à la hongroise, noires.
Bufflèterie noire.
Dragons ("pacolets").
casque
La couleur distinctive se voit à la couleur de la crinière du casque et à la flamme de la lance.

### Guidons
Après 1755, les guidons du régiment ont un avers bleu et un revers rouge. L'avers porte un soleil et sa devise; le revers, les armes de Schomberg et sa devise

### Sources et bibliographie
- (de) Cet article est partiellement ou en totalité issu de l’article de Wikipédia en allemand intitulé « Volontaires de Saxe » (voir la liste des auteurs).

#### Livres
- Ouvrages en français
  - Jean-Pierre Bois, Maurice de Saxe, Mes Rêveries, suivies d’un choix de correspondance politique, militaire et privée, Economica, 2001.
  - Liliane & Fred Funcken : L'Uniforme et les Armes des soldats de la guerre en dentelle (XVIIIe siècle), Casterman 1975 pour le Tome 1  (ISBN 2203143150) et 1976 pour le Tome 2  (ISBN 2203143169).
  - Marcel Koufinkana, Les esclaves noirs en France sous l'ancien régime (XVIe – XVIIIe siècles), Paris, 2008, L'Harmattan, 164 pages,  (ISBN 978-2-296-06339-6). Voir le chapitre III, pages 73-86.
- Ouvrages en anglais
  - (en) René Chartrand et Eugène Lelièpvre, Louis XV's Army: Specialist and Light Troops (Vol 4), Osprey, 1997, Men at Arms 308,  (ISBN 978-185532624-8)

#### Articles
- Henri, comte de La Bassetière: Maurice de Saxe et ses Uhlands (1748-1750), dans Loir-et-Cher historique, 15 mai 1893 (pp. 130–139) et 15 juin 1893 (pp. 162–178) (Bibl. de l’Institut catholique de Paris).
- Michel Pétard, Saxe-Volontaires 1743, Figurines, n° 29, août 1999.
- Christian Ariès, L'homme de 1743 : Les troupes légères au service du Roi 1742-1763, le dragon des Volontaires de Saxe, La Gazette des Uniformes, mars-avril 1976.
- André Corvisier, Les soldats noirs du Maréchal de Saxe, Revue Française d'Outre-Mer, 1968, tome LV, n° 201.